# Carla Couto
Carla Sofia Basilio Couto (Lisboa, 12 de abril de 1974) es una exfutbolista portuguesa que jugaba como delantera. 

## Trayectoria
Comenzó en 1990 en el Sporting de Lisboa. En 1993 debutó con la selección portuguesa y fichó por el 1º de Dezembro, en el que pasó la mayor parte de su carrera. A excepción de una temporada en el CF Benfica (97-98) y una aventura asiática en Guangdong Haiyin chino en 2002, jugó en el 1º de Dezembro durante casi dos décadas. En la 2011-12 jugó en la Serie A italiana, con la Lazio. 
En 2012 dejó la selección portuguesa, con la que jugó 145 partidos y marcó 29 goles. Aún jugó una temporada más en el Valadares Gaia antes de colgar las botas en 2013.